# 험버강 (온타리오주)

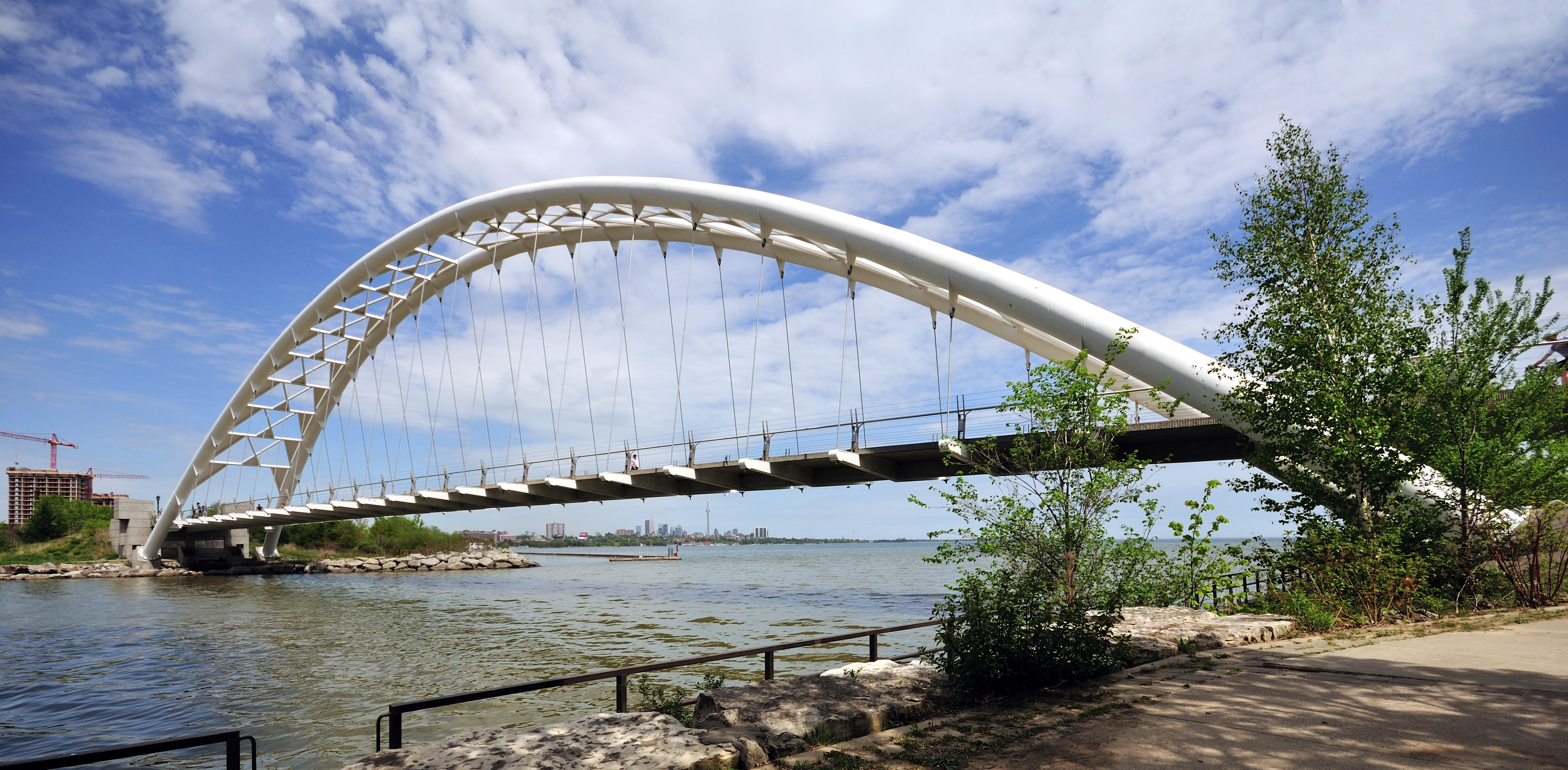

험버강(영어: Humber River)은 캐나다 온타리오주 남부에 흐르는 강이다. 오대호 분지에 있는 이 강은 온타리오호의 지류이며 토론토시 양쪽으로 흐르는 두 주요 강 중 하나로, 다른 강은 동쪽에 흐르는 돈강 (Don River)이다. 험버강은 1999년 9월 24일에 캐나다 유산 강으로 지정되었다.
험버강은 토론토 북쪽의 선풍기 모양 지역에 있는 750여개의 개울과 지류에서 물이 흘러오는데, 이는 필 지역, 심코 카운티, 요크 지역 등을 포함한다. 강 주류는 나이아가라 절벽에서 북서쪽으로 약 100km정도 이어져있고 이스트험버강으로 알려진 또다른 지류는 오로라 오크리지 빙퇴석에 있는 세인트조지호에서 시작해 북동쪽으로 흐른다. 두 지류는 토론토 북쪽에서 합류하여 온타리오호를 향해 남동쪽으로 흐른다. 하구는 카시미르 저프스키 공원과 험버만 공원 동쪽에서 측면으로 틀어져있다.

## 이름
험버강에는 원주민 이름이 두 개가 있는데, 하나는 코베체논크 (Cobechenonk)로 오지브와어로 "카누를 떠나 돌아가라"는 뜻이다. 다른 하나는 "니와아오네가가이이" (Niwa’ah Onega’gaih’ih)로 "작은 천둥 소리"라는 뜻이다. 1688년 프랑스 지도에서는 이 강을 타론토의 통로 (passage de taronto)라고 불렀다. 한편 포플의 1733년 지도에서는 테이아이아곤 (Teiaiagon)이라는 이로쿼이족 마을 옆에 타나오바테강 (Tanaovate River)이라고 표시하였다. 온타리오주 총독 존 그레이브스 심코는 잉글랜드 동부 연안의 험버강의 이름을 따서 험버로 지었을 가능성이 높다.

## 역사
험버강은 강변을 따라 인간 정착의 오랜 역사를 보여주고 있다. 험버강 유역의 원주민 정착지는 고고학적으로 잘 기록되어 있으며 세 차례에 걸쳐 일어났다. 최초의 정착민은 기원전 1만 년에서 7천 년까지 이 지역에 살았던 후기 홍적세의 인디언들이고 두 번째는 기원전 7천 년에서 1천 년 사이에 지역에서 자라는 식물, 물고기, 놀잇감을 이용하기 위해 계절마다 이주하였다. 토착 정착이 처음으로 이루어진 세 번째는 활과 화살이 도입되고 작물이 성장하면서 사람들이 영구 정착하게 된 우드랜드 시대였다. 이 시대는 또한 온타리오호에서 험버호, 심코호는 물론 오대호 북부까지 이어지는 원주민들의 이동 흔적을 볼 수 있다.
험버강 유적지를 처음 지난 유럽인은 프랑스 탐험가 에티엔느 브륄레로 추정된다. 브륄레는 1615년 사뮈엘 드 샹플랭으로부터 토착민과 동맹을 맺으려는 임무를 수행하기 위해 분수계를 지나갔지만 이에 대한 기록은 남기지 않았다. 이 수로는 상인, 탐험가, 선교사들에게 있어서 오대호 상부의 편리한 지름길이 되었다. 심코호 수로 북쪽에 있는 주요 지점은 수로 전체를 묘사하는 데 쓰였고 결국 남쪽 끝은 유럽인들에게 단순히 "토론토"로 알려졌다.
1660년대에는 이곳이 유럽인과의 무역을 위해 쓰인 세네카족의 영구 정착지인 테이아이아곤으로 불리었으며 1733년 포플의 지도에는 테이아이아곤 옆에 주요 강이 있었던 것을 볼 수 있다.
17세기 후반과 18세기에는 이 강을 따라 설치된 항구를 통해 프랑스 상인들이 오대호와 토론토 북쪽 지역으로의 지름길로 자주 사용되었다. 영국으로부터 무역로를 확보하기 위해 프랑스는 베이비포인트 근처에 험버강을 따라 마가장 루아얄 (Magasin Royal) 교역소를 설치했다. 1720년에 완공된 이 교역소는 뉴욕주 오스위고에 영국군 요새가 지어지면서 폐기되었다.
1750년, 프랑스는 원주민들이 오스위고 요새에서 영국군 쪽으로 향하는 것을 막기 위해 험버강 하구 근처에 또다른 요새를 건설했는데, 포르토롱토 (Fort-Toronto)로 알려진 요새는 즉각 성공을 거두었으며 상품 공급량이 요새의 수용력을 능가했다. 요새의 성공으로 누벨프랑스 총독인 마르키 드 라 종키에르는 이 지역의 소유권을 강화하기 위해 더 큰 무역 시설과 군사 잠재력을 지닌 요새를 지을 것을 명령하였다. 포르루이예 (Fort-Rouillé)는 오늘날의 험버강 동쪽의 엑시비션 플레이스에 있으며 1751년 여름에 완공하였다. 이 요새는 7년 전쟁 동안 1759년까지 계속 운영하였고 나이아가라 요새가 점령될 경우 주둔군을 대피시키고 파괴하라는 지시를 받은 수비대는 1759년 7월, 나이아가라 요새에서 패배한 후 몬트리올 지역으로 향했다.
이 지역은 이후 1760년 9월 영국군이 점령하였고 영국군은 프랑스군이 점령했던 요새를 장악하기 위해 군 병력 200명과 포경선 15척과 함께 수석 정찰대와 정보 장교인 로버트 로저스를 파견했다. 1772년, 장보나방튀르 루소는 험버강 하구 근처에 있는 원주민들과의 교역 허가를 받았다. 그의 교역권은 1774년에 장보나방튀르가 숨진 이후 그의 아들인 장바티스트 루소가 상속하였다. 루소는 1792년까지 이곳에 영구 정착하지는 않았지만 그가 험버강 하구에 무역소를 지을 때 원주민들과 여러 차례 접촉하였다
루소는 1793년에 요크에 공식 정착을 위해 존 그레이브스 심코의 배를 토론토만으로 조종하였다. 영국의 관심은 험버강 동쪽, 돈강 근처에 있던 토론토만에 쏠렸으며 1812년 전쟁이 끝난 후 흩어져있던 영국 왕당파들이 영국 땅에 남기로 했던 아일랜드와 스코틀랜드인들과 함께 오늘날의 토론토에 정착하였다.
루소가 요크에 다다르면서 심코는 이 지역에 제재소와 제분소가 필요하다는 것을 알고 있었다. 심코는 1793년 존 윌슨이 운영하는 오늘날의 블루어가 근처 강 서쪽 둑에 제재소를 건설했다. 1797년에는 험버강에 존 로렌스가 소유하고 운영하는 제분소도 건설되었다. 수년에 걸쳐 윌리엄 쿠퍼, W. P. 하울랜드, 토마스 피셔, 존 스칼렛, 윌리엄 갬블, 조셉 로운트리와 같은 사람들이 험버강을 따라 제분소를 운영하였다. 험버강의 마지막 제분소인 우드브리지의 헤이호 제분소는 2007년에 문을 닫았다.
1860년에 들어서 험버 계곡은 벌채가 광범위하게 이루어졌다. 이에 따라 제방의 안정성을 감소시키고 주기적인 홍수로 피해가 증가하였다. 1878년 대규모 홍수로 남은 수력 발전 공장도 파괴되었다. 토론토 지역이 성장함에 따라 험버강 유역은 중요한 농업 지역이 되었다. 이에 따라 1940년대에 심각한 유수 문제가 발생했으며 이에 따라 험버계곡보존기구 (Humber Valley Conservation Authority)가 설립되었다. 하지만 1954년에 허리케인 헤이즐로 강에 엄청난 홍수로 건물과 다리가 여럿 파괴되었다. 레이모어 드라이브에서는 60채의 주택이 파괴되고 35명이 사망했다.
1957년에 토론토 통합시와 지역보존기구 (Metropolitan Toronto and Regional Conservation Authority, MTRCA, 이후 TRCA)는 이후 험버계곡보존기구의 뒤를 이었고 1998년에는 토론토 지역보존기구로 이름이 바뀌었다. 이후 보존기구는 오대호 2000 정화기금의 일환으로 험버강을 정화하기 위한 태스크 포스가 구성되었다.

## 지리
험버강은 더퍼린 카운티 모노에 있는 나이아가라 절벽의 험버스프링스 연못 (Humber Springs Ponds)에서 시작해 토론토시에 있는 온타리오호 험버만에 하구가 위치해있다. 웨스트험버강은 클레어빌 보존구역을 지나며 서멀리 공원에서 본류와 합류한다.

### 유역
험버강 유역은 캐나다 온타리오주 중남부에 주로 토론토 북부와 서부에 위치한 유역으로, 903 평방킬로미터에 달하는 이 유역은 오크리지스 빙퇴석과 나이아가라 절벽 등 다양한 지형을 통과한다. 유역 서쪽에는 크레디트강, 이토비코천과 미미코천 유역, 동쪽에는 개리슨천, 돈강, 루지강 유역이 흐르며 세 하천 모두 온타리오호로 흐른다. 노타와사가강을 끼고 있는 북쪽으로 흐르는 홀랜드강은 심코호로 이어진다.
동쪽의 돈강과는 달리 험버강은 토론토가 성장하면서 강 유역이 산업화의 영향을 덜 받았는데, 허리케인 헤이즐에 따른 홍수 이후 강 유역은 공원으로 조성되거나 재개발되었으며 남쪽 끝에 있는 광범위하고 중요한 습지는 훼손되지 않았다. 돈강 하구가 표류물로 막히고 낮은 다리로 가로막히는 방면에 험버강은 여전히 배가 다닐 수 있고 낚시꾼들이 많이 몰린다.
오늘날 험버강 토론토 구간은 대부분 녹지로 호숫가에서 도시 북쪽 끝까지 30km가량 걸쳐있다. 강의 여러 지류를 따라 총 50km의 자전거 도로가 이어지며 그 중 상당 부분은 자전거를 타기 괜찮은 상태로 조성되어있다. 돈강의 자전거 도로는 더욱 좁고 상태가 좋지 않지만 두 자전거 도로는 호숫가를 통해 연결되어 총 길이가 100km에 달한다.

### 지류
험버강 원줄기에서 갈라지는 지류는 아래와 같다.
- 알비온천 (Albion Creek): 알비온천은 웨스트험버강의 지류로 볼턴 동쪽에서 남-서 방향으로 흐르며 토론토 북쪽의 이즐링턴 애비뉴와 마틴그로브 로드 사이에서 웨스트험버강에 합류한다. 길이는 약 9km이다.
- 베리천 (Berry Creek): 베리천은 렉스데일 블루버드 북쪽의 마틴그로브 로드에서 시작하며 알비온과 웨스턴 로드 서쪽에서 서-남동 방향으로 험버강에 합류한다. 길이는 3.8km이다.
- 블랙천 (Black Creek): 블랙천은 토론토 북쪽의 본에서 시작하여 동쪽으로 약 800m 떨어진 램턴파크의 던다스가에서 험버강 하류로 합류한다.
- 센터빌천 (Centreville Creek)
- 이스트험버 (East Humber): 이스트험버는 토론토 북쪽에서 흐르며 7번 고속도로 북쪽에서 우드브리지에 있는 험버강 본류에 합류한다. 이스트험버 유역은 동쪽으로 영가까지, 북쪽으로 킹시티까지 이어진다. 수원지는 윌콕스호이고 영가 동쪽과 오크리지스 마을에 습지가 조성되어있다.
- 에머리천 (Emery Creek): 에머리천은 핀치 애비뉴와 웨스턴 로드에 있는 수원지에서 남쪽으로 흘러 웨스턴 로드 서쪽으로 500m 지점에 우치해있는 험버강 본류에 합류한다. 길이는 2.4km이다.
- 험버천 (Humber Creek): 험버천은 이즐링턴 애비뉴와 딕슨 로드에 있는 수원지에서 남동쪽의 주거단지로 흘러 에글린턴 애비뉴 750m 북쪽 지점에서 험버강 하류와 합류한다. 길이는 3.8km이다.
- 킹천 (King Creek): 킹천은 이스트험버의 지류로 27번 고속도로와 16번 사이드로드에서 남쪽으로 흘러 노블턴 동쪽의 킹 로드 남쪽에서 이스트험버에 합류한다.
- 퍼플빌천 (Purpleville Creek)
- 레인보우천 (Rainbow Creek)
- 솔트천 (Salt Creek)
- 실버천 (Silver Creek) - 실버천은 에글린턴 애비뉴와 로열요크 로드에서 300미터가량 서쪽으로 떨어진 수원지에서 남서쪽으로 골프장 일부와 주거 지역을 지나 에글린턴 애비뉴에서 남쪽으로 1.2km 지점에서 험버강 하류에 합류한다. 길이는 2km가량 된다.
- 웨스트험버 (West Humber) - 웨스트험버는 알비온 로드 동쪽, 셰퍼드 애비뉴와 웨스턴 로드에서 800미터가량 서쪽으로 떨어진 지점에서 험버강 본류로 합류한다. 웨스트험버는 토론토 북쪽에서 흐르면서 여러 지류로 또다시 나뉜다.

## 같이 보기
- 온타리오호
- 이토비코